# Inger Södergren
Pour les articles homonymes, voir Södergren.
Inger Södergren (née en 1947) est une pianiste suédoise.

## Biographie
Née en Suède en 1947, Inger Södergren a fait ses études auprès de Stanislav Knor avant de recevoir une bourse de l'Académie royale de musique de Suède pour se perfectionner en France auprès de Nadia Boulanger et Yvonne Lefébure. 
Maintenant à Paris, l'artiste s'est produite au Théâtre du Châtelet, dans des séries prestigieuses, telles que "Piano à Quatre Etoiles" et "Les Grands Concerts" au Théâtre des Champs-Élysées ainsi que "Les Grands Interprètes" à la Salle Gaveau. On l'entend aussi fréquemment à la Radio Classique et à la Radio suédoise.
Elle a également régulièrement joué en récital à Amsterdam, Lisbonne et Stockholm, et elle est invitée par les festivals de La Roque d'Anthéron, Menton, Montpellier, Paris, Festival de Radio-France et l'Enesco Festival à Bucarest.
En duo depuis 1994 avec la contralto française Nathalie Stutzmann, elles donnent une série de récitals à Graz, Potsdam, Povoa de Varzim, Orange, Montreux, Nancy, Berkeley, au Théâtre de la Monnaie de Bruxelles, Lincoln Center de New York, dans plusieurs salles à Paris, et dans les opéras de Strasbourg, Clermont-Ferrand, Lyon et Helsinki, Palais de la Musique Catalane de Barcelone, au Festival de Torroella de Montgrí (Catalogne) et à la Scala de Milan, où elles font un triomphe.
Son jeu d'une intégrité rare en fait une interprète hors du commun des œuvres de Beethoven, Schumann, Brahms.

## Discographie et récompenses
Sa discographie en exclusivité chez Calliope est saluée à de nombreuses reprises par la critique.
- 6 « Choc » du Monde de la musique.
- 4 « ƒƒƒƒ » de Télérama.
- 3 « Diapason d'Or ».
- 1 « Grand prix du Disque ».
- Scarlatti, 16 sonates : K. 32, 64, 69, 87, 133, 141, 198, 208, 213, 278, 380, 416, 429, 466, 481, 511 et 517 (1996, Calliope CAL 9670)[5]